# Fußball-Brandenburgliga 2008/09
Die Brandenburgliga 2008/09 war die 19. Spielzeit und die erste als sechsthöchste Spielklasse im Fußball der Männer. Sie begann am 16. August 2008 mit dem Spiel FC Schwedt 02 gegen den FV Motor Eberswalde und endete am 13. Juni 2009 mit dem 30. Spieltag. 
Der FSV 63 Luckenwalde wurde in dieser Saison zum ersten Mal Landesmeister in Brandenburg und stieg damit in die Fußball-Oberliga Nordost auf. Der SV Altlüdersdorf errang, mit 2 Punkten Rückstand, die Vizemeisterschaft. Zur Winterpause führte SG Blau-Gelb Laubsdorf nach der Hinrunde die Tabelle der Brandenburgliga an und errang damit den inoffiziellen Titel des Herbstmeisters. 
Als Absteiger standen nach dem 30. Spieltag der SV Schwarz-Rot Neustadt (Dosse) und der Breesener SV Guben Nord fest und mussten in die Landesliga absteigen.

## Teilnehmer
An der Spielzeit 2008/09 nahmen insgesamt 16 Vereine teil. 
| Mannschaften aus der Brandenburgliga 2007/08 | Mannschaften aus der Brandenburgliga 2007/08 | Mannschaften aus der Brandenburgliga 2007/08 |
| -------------------------------------------- | -------------------------------------------- | -------------------------------------------- |
| FSV 63 Luckenwalde                           | FC Strausberg                                | Prignitzer Kuckuck Kickers                   |
| SG Blau-Gelb Laubsdorf                       | Oranienburger FC Eintracht                   | Frankfurter FC Viktoria 91                   |
| FC Schwedt 02                                | Breesener SV Guben Nord                      | SV Altlüdersdorf                             |
| FV Motor Eberswalde                          | SV Babelsberg 03 II                          | SV Grün-Weiß Lübben                          |
| SV Schwarz-Rot Neustadt (Dosse)              |                                              |                                              |

| ▲Aufsteiger aus der Landesliga 2007/08 | ▲Aufsteiger aus der Landesliga 2007/08 | ▲Aufsteiger aus der Landesliga 2007/08 |
| -------------------------------------- | -------------------------------------- | -------------------------------------- |
| FSV Union Fürstenwalde                 | Eisenhüttenstädter FC Stahl            | TuS 1896 Sachsenhausen                 |

## Abschlusstabelle
| Pl. | Verein                          | Sp. | S  | U  | N  | Tore    | Diff. | Punkte |
| --- | ------------------------------- | --- | -- | -- | -- | ------- | ----- | ------ |
| 1.  | FSV 63 Luckenwalde              | 30  | 17 | 6  | 7  | 061:290 | +32   | 57     |
| 2.  | SV Altlüdersdorf                | 30  | 15 | 10 | 5  | 052:290 | +23   | 55     |
| 3.  | Oranienburger FC Eintracht 1901 | 30  | 15 | 5  | 10 | 048:400 | +8    | 50     |
| 4.  | SG Blau-Gelb Laubsdorf          | 30  | 14 | 6  | 10 | 051:390 | +12   | 48     |
| 5.  | FV Motor Eberswalde             | 30  | 13 | 9  | 8  | 052:490 | +3    | 48     |
| 6.  | Prignitzer Kuckuck Kickers 2000 | 30  | 13 | 8  | 9  | 046:330 | +13   | 47     |
| 7.  | Frankfurter FC Viktoria 91      | 30  | 12 | 6  | 12 | 043:470 | −4    | 42     |
| 8.  | FSV Union Fürstenwalde (N)      | 30  | 11 | 8  | 11 | 045:460 | −1    | 41     |
| 9.  | SV Grün-Weiß Lübben             | 30  | 9  | 12 | 9  | 053:560 | −3    | 39     |
| 10. | TuS 1896 Sachsenhausen (N)      | 30  | 11 | 5  | 14 | 041:430 | −2    | 38     |
| 11. | FC Strausberg                   | 30  | 10 | 7  | 13 | 051:580 | −7    | 37     |
| 12. | Eisenhüttenstädter FC Stahl (N) | 30  | 10 | 6  | 14 | 039:480 | −9    | 36     |
| 13. | FC Schwedt 02                   | 30  | 8  | 11 | 11 | 047:560 | −9    | 35     |
| 14. | SV Babelsberg 03 II             | 30  | 9  | 6  | 15 | 041:460 | −5    | 33     |
| 15. | SV Schwarz-Rot Neustadt (Dosse) | 30  | 7  | 8  | 15 | 037:570 | −20   | 29     |
| 16. | Breesener SV Guben Nord         | 30  | 7  | 5  | 18 | 040:710 | −31   | 26     |

(N) Aufsteiger aus der Landesliga 2007/08

## Kreuztabelle
Die Kreuztabelle stellt die Ergebnisse aller Spiele dieser Saison dar. Die Heimmannschaft ist in der linken Spalte, die Gastmannschaft in der oberen Zeile aufgelistet.
| 2008/09                         | SV Schwarz-Rot Neustadt (Dosse) | FC Strausberg | Oranienburger FC Eintracht 1901 | TuS 1896 Sachsenhausen | FSV Union Fürstenwalde | SV Babelsberg 03 II | FC Schwedt 02 | FV Motor Eberswalde | SG Blau Gelb Laubsdorf | SV Grün-Weiß Lübben | Eisenhüttenstädter FC Stahl | FSV 63 Luckenwalde | SV Altlüdersdorf | Frankfurter FC Viktoria 91 | Prignitzer Kuckuck Kickers 2000 | Breesener SV Guben Nord |
| ------------------------------- | ------------------------------- | ------------- | ------------------------------- | ---------------------- | ---------------------- | ------------------- | ------------- | ------------------- | ---------------------- | ------------------- | --------------------------- | ------------------ | ---------------- | -------------------------- | ------------------------------- | ----------------------- |
| SV Schwarz-Rot Neustadt (Dosse) |                                 | 1:4           | 0:2                             | 2:2                    | 1:2                    | 1:2                 | 2:5           | 1:1                 | 0:1                    | 0:1                 | 1:2                         | 0:0                | 0:3              | 0:2                        | 0:0                             | 3:2                     |
| FC Strausberg                   | 4:0                             |               | 2:3                             | 2:3                    | 0:0                    | 2:1                 | 1:5           | 5:2                 | 4:4                    | 0:3                 | 0:0                         | 0:5                | 2:1              | 1:1                        | 2:0                             | 1:3                     |
| Oranienburger FC Eintracht 1901 | 0:3                             | 1:5           |                                 | 0:1                    | 2:0                    | 2:0                 | 4:0           | 7:0                 | 1:0                    | 3:2                 | 3:0                         | 0:2                | 1:3              | 1:4                        | 1:0                             | 3:1                     |
| TuS 1896 Sachsenhausen          | 6:0                             | 2:1           | 0:2                             |                        | 2:2                    | 1:0                 | 3:2           | 0:0                 | 1:0                    | 0:1                 | 0:2                         | 0:2                | 0:1              | 0:1                        | 3:5                             | 1:0                     |
| FSV Union Fürstenwalde          | 1:2                             | 4:2           | 1:1                             | 2:1                    |                        | 3:0                 | 3:4           | 2:2                 | 1:0                    | 4:4                 | 1:0                         | 0:4                | 1:2              | 4:3                        | 2:3                             | 2:1                     |
| SV Babelsberg 03 II             | 4:2                             | 3:1           | 0:1                             | 1:1                    | 0:1                    |                     | 1:2           | 2:1                 | 2:0                    | 4:0                 | 0:1                         | 1:1                | 4:1              | 0:0                        | 1:1                             | 0:0                     |
| FC Schwedt 02                   | 1:1                             | 1:1           | 2:2                             | 1:0                    | 0:0                    | 1:0                 |               | 0:4                 | 1:1                    | 2:2                 | 0:2                         | 1:1                | 1:1              | 2:1                        | 0:1                             | 4:4                     |
| FV Motor Eberswalde             | 3:2                             | 1:0           | 2:0                             | 0:4                    | 3:1                    | 2:4                 | 1:1           |                     | 0:2                    | 3:2                 | 5:2                         | 2:0                | 0:0              | 4:0                        | 1:0                             | 3:0                     |
| SG Blau-Gelb Laubsdorf          | 0:2                             | 2:3           | 1:1                             | 0:2                    | 1:0                    | 2:1                 | 3:2           | 2:2                 |                        | 5:2                 | 1:0                         | 1:2                | 3:1              | 4:0                        | 0:3                             | 3:1                     |
| SV Grün-Weiß Lübben             | 1:1                             | 5:1           | 4:1                             | 2:2                    | 2:0                    | 2:2                 | 1:0           | 1:1                 | 1:1                    |                     | 3:0                         | 1:1                | 2:2              | 1:2                        | 0:0                             | 3:2                     |
| Eisenhüttenstädter FC Stahl     | 2:2                             | 1:1           | 0:1                             | 1:0                    | 0:2                    | 2:1                 | 2:0           | 1:1                 | 1:3                    | 4:2                 |                             | 0:2                | 1:1              | 0:2                        | 2:1                             | 7:1                     |
| FSV 63 Luckenwalde              | 1:0                             | 1:2           | 3:1                             | 3:2                    | 1:3                    | 3:1                 | 4:0           | 3:3                 | 2:3                    | 3:1                 | 3:1                         |                    | 0:1              | 2:3                        | 1:0                             | 5:0                     |
| SV Altlüdersdorf                | 3:3                             | 1:1           | 1:0                             | 5:0                    | 1:0                    | 3:1                 | 3:3           | 2:0                 | 0:0                    | 7:0                 | 2:1                         | 0:0                |                  | 1:2                        | 1:0                             | 4:1                     |
| Frankfurter FC Viktoria 91      | 1:3                             | 2:3           | 1:2                             | 1:3                    | 1:1                    | 1:4                 | 3:2           | 3:1                 | 1:3                    | 0:0                 | 3:0                         | 1:0                | 2:0              |                            | 0:0                             | 2:2                     |
| Prignitzer Kuckuck Kickers 2000 | 1:2                             | 1:0           | 1:1                             | 2:1                    | 1:0                    | 5:0                 | 3:1           | 2:3                 | 2:1                    | 2:2                 | 2:2                         | 1:2                | 0:0              | 2:0                        |                                 | 4:2                     |
| Breesener SV Guben Nord         | 0:2                             | 1:0           | 1:1                             | 2:0                    | 2:2                    | 3:1                 | 1:3           | 0:1                 | 0:4                    | 3:2                 | 4:2                         | 0:4                | 0:1              | 1:0                        | 2:3                             |                         |

## Statistiken

### Torschützenliste
| Pl. | Spieler              | Mannschaft             | Tore |
| --- | -------------------- | ---------------------- | ---- |
| 1.  | Nico Wendlandt       | FC Schwedt 02          | 17   |
| 2.  | Christian Harmuth    | SV Grün-Weiß Lübben    | 16   |
| 2.  | Christian Mlynarczyk | FSV Union Fürstenwalde | 16   |
| 4.  | René Handreck        | SG Blau-Gelb Laubsdorf | 12   |
| 4.  | Rafet Ates           | FV Motor Eberswalde    | 12   |